# Daniel Goens
Daniel Goens (n. 15 septembrie 1948, Neder-Over-Heembeek⁠(d), Comunitatea Francofonă din Belgia⁠(d), Belgia) este un ciclist belgian, medaliat olimpic. A participat la o ediție a Jocurilor Olimpice (1968) în care a câștigat o medalie de bronz.

## Participări
Lista de mai jos prezintă principalele competiții la care a participat Daniel Goens de-a lungul carierei.
- Ciclismo en los Juegos Olímpicos de México 1968 – Tándem masculino[*]